# メゾン・ド・ポリス
『メゾン・ド・ポリス』は、加藤実秋が著しているシリーズ小説、および作中に登場する架空のシェアハウスの名称。退職した警察関係者のみが住むシェアハウス「メゾン・ド・ポリス」を訪れる新人女性刑事が、そこに暮らすくせ者の「おじさま」たちに振り回されつつも事件を解決していく物語である。
第1作『メゾン・ド・ポリス 退職刑事のシェアハウス』（メゾン・ド・ポリス たいしょくけいじのシェアハウス）は2018年1月25日に角川文庫より発売されて以降、2018年10月現在で5度重版されている。
2019年1月11日から3月15日までTBSテレビ系でテレビドラマ化された。

## あらすじ
柳町北署の新人刑事である牧野ひよりは、念願叶って刑事課に配属されて2年目でやる気に満ちていた。そんなある日、動画配信サイトに人が焼かれる映像が投稿されるという事件が発生する。5年前の殺人事件とやり方が似ており、模倣犯と睨んだ捜査本部は捜査を開始する。そんな中、ひよりは5年前の殺人事件を担当していた元刑事である夏目惣一郎がいるという高級住宅街にある古びた洋館を訪れる。この洋館には館のオーナーであり元警察庁のキャリアの伊達有嗣、現場主義の元所轄刑事である迫田保、元科学捜査のプロである藤堂雅人、管理人として家事全般を請け負う元警務課事務員である高平厚彦、そして高平の下で雑用係を担う夏目の5名が暮らしている。ここは退職した警察関係者のみが暮らすシェアハウスだったのである。
夏目に5年前の殺人事件のことを聞きに来たひよりではあったが、当の夏目は頑なに口を開くことを拒み、元科学捜査のプロである藤堂や現場主義の元刑事である迫田のペースで話が進んでいく。既に一線を退いて久しい、謂わば一般の方々が物騒な事件に首を突っ込むことにひよりは大いに慌てるが、伊達の「上にはひと声掛けておきましょう」という謎の言葉と共に話はトントン拍子に進んでいってしまう。こうして、新人刑事・ひよりと退職した元警察関係者たちとの何とも不思議な捜査会議が始まる。退職したとはいえ、捜査の腕は超一流の「おじさま」たちに導かれ、ひよりは事件を追っていくことになる。

## 登場人物
牧野ひより（まきの ひより）
主人公。柳町北署の刑事課に配属されて2年目の新人女性刑事。
シェアハウス「メゾン・ド・ポリス」の面々には「ひよこ」と呼ばれている。ろくでもないが捜査の腕は超一流な周囲に振り回されることも少なくない苦労人。
夏目惣一郎（なつめ そういちろう）
5年前の殺人事件を担当していた元警視庁捜査一課の刑事。
シェアハウス「メゾン・ド・ポリス」では使用人を任されている。
高平厚彦（たかひら あつひこ）
元警務課事務員。
シェアハウス「メゾン・ド・ポリス」では管理人を務めており、家事全般を担当している。
迫田保（さこた たもつ）
現場主義を貫いてきた元所轄の刑事。
熱血漢であるが、定年退職と同時に妻から離婚を迫られている。
藤堂雅人（とうどう まさと）
元科学捜査研究所勤務の博士。
白衣がトレードマークだが、時折ひよりにキザな口調で近寄ってくる。
伊達有嗣（だて ありつぐ）
元警察庁のキャリアで、シェアハウス「メゾン・ド・ポリス」の管理人兼オーナー。
白髪と笑顔が似合う好々爺。

## 書誌情報
- 加藤実秋 『メゾン・ド・ポリス』シリーズ（角川文庫刊）全6巻
  1. 『メゾン・ド・ポリス 退職刑事のシェアハウス』、2018年1月25日発売[3]、ISBN 978-4-04-105740-7
  2. 『メゾン・ド・ポリス2 退職刑事とエリート警視』、2018年10月24日発売[4]、ISBN 978-4-04-107009-3
  3. 『メゾン・ド・ポリス3 退職刑事とテロリスト』、2019年2月23日発売[5]、ISBN 978-4-04-107428-2
  4. 『メゾン・ド・ポリス4 殺人容疑の退職刑事』、2019年11月21日発売[6]、ISBN 978-4-04-1082027
  5. 『メゾン・ド・ポリス5 退職刑事と迷宮入り事件』、2020年5月22日発売[7]、ISBN 978-4-04-1082034
  6. 『メゾン・ド・ポリス6 退職刑事と引退泥棒』、2021年3月24日発売[8]、ISBN 978-4-04-1092835

## テレビドラマ
2019年1月11日から3月15日までTBSテレビ系「金曜ドラマ」で放送された。主演は高畑充希で、当時ロングヘアだった高畑は今回の当作品主演に当たり髪を切りショートヘアで役作りをした。
キャッチコピーは「わたしの相棒は「ワザあり、クセあり、持病あり」」。
金曜ドラマ枠では珍しい共同テレビ（共テレ）との共同制作。
2022年3月30日から4月13日までBS-TBSで再放送された。

### キャスト

#### 主要人物
- 牧野ひより〈26〉 - 高畑充希（幼少期：山崎莉里那）
- 夏目惣一郎〈48〉 - 西島秀俊
- 高平厚彦〈65〉 - 小日向文世
- 藤堂雅人〈65〉 - 野口五郎
- 迫田保〈68〉 - 角野卓造
- 伊達有嗣〈72〉 - 近藤正臣

#### その他
- 杉岡沙耶〈44〉 - 西田尚美
- 瀬川草介〈27〉 - 竜星涼[10]
- 原田照之〈30〉 - 木村了[10]
- 新木幸司〈45〉 - 戸田昌宏
- 間宮朝人〈52〉 - 今井朋彦
- 牧野尚人 - 水橋研二
- 牧野里美 - 渡辺文香

#### ゲスト
第1話
- 本間弘子 - 手塚理美
- 本間弘喜 - 小久保寿人
- 薗田政二 - 岩寺真志
- 薗田聖子 - 谷川清美
- 薗田義政 - 伊島空

第2話
- 森元妙子 - 白羽ゆり
- 三上絵里花 - 中山エミリ
- 本橋道夫 - 大場泰正

第3話
- 大槻仁美 - 橋本マナミ
- 瀬戸俊樹 - 矢野聖人
- 土屋亮治 - 多田木亮佑
- 工藤千代子 - 今本洋子
- 山崎翠 - 川俣しのぶ

第4話
- 田口哲也 - 清水章吾
- 貫井秀之 - 山本涼介
- 櫻井陽斗 - 福山康平

第5話
- 金森春子 - 島かおり
- 丸山栄一 - 大谷亮介
- 西條渉 - 内藤大輔
- 岡嶋圭太 - 木下政治
- 安達高史 - 奥田洋平

第6話
- 高平小梅 - 水谷果穂（第9話・最終話）
- 大浦藤子 - 長内映里香
- 中松駿 - 水石亜飛夢
- 大浦英二 - 森本のぶ
- 中松富江 - 福田温子
- 大浦寿三郎 - 松永大輔
- 大浦春江 - 吉田幸矢

第7話
- 本郷幸成 - 井上順
- 池原美砂 - 荻野友里（第8話 - 最終話）
- 小倉汐里 - 西丸優子
- 赤井美香 - 太田美恵
- 本宮カレン - 大西礼芳

第8話
- 館林真琴 - 東風万智子（第9話・最終話）
- 鴨下篤 - ヨシダ朝（第9話・最終話）
- 館林桃香 - 住田萌乃（第9話・最終話）
- 池原慎吾 - 関幸治（第9話・最終話）
- 市野沢譲 - 税所伊久磨（第9話・最終話）

第9話
- 野間仁 - 佐野史郎（最終話）
- 市野沢和子 - 宮地雅子（最終話）
- 大黒毅 - 中野英雄（最終話）
- 若林和史 - 笠松将（最終話）
- 三上重利 - 三村晃弘（最終話）
- 清宮守 - 勝呂学
- 市野沢幸助 - 比佐仁

### スタッフ
- 原作 - 加藤実秋 『メゾン・ド・ポリス』シリーズ（角川文庫刊）
- 脚本 - 黒岩勉
- 音楽 - 末廣健一郎、MAYUKO
- 主題歌 - WANIMA「アゲイン」（unBORDE / WARNER MUSIC JAPAN）
- 警察監修 - 古谷謙一
- 科学捜査監修 - 山崎昭、益満菜々（第3話 - ）
- 医療監修 - 山本昌督
- ドックトレーナー - 山口雄生
- スタントコーディネーター - 釼持誠
- スタント - タカハシレーシング
- 演出 - 佐藤祐市、城宝秀則、木下高男（以上、共同テレビ / ベイシス）
- プロデューサー - 橋本芙美、芳川茜（以上、共同テレビ）
- 製作 - 共テレ、TBS

### 放送日程
| 話数                                                                          | 放送日  | サブタイトル         | ラテ欄                                                   | 演出     | 視聴率 |
| ----------------------------------------------------------------------------- | ------- | -------------------- | -------------------------------------------------------- | -------- | ------ |
| 第1話                                                                         | 1月11日 | デスダンス           | 新米刑事×退職刑事 痛快捜査チーム始動                     | 佐藤祐市 | 12.7%  |
| 第2話                                                                         | 1月18日 | PTA総選挙            | 二重密室を暴け!!                                         | 佐藤祐市 | 12.4%  |
| 第3話                                                                         | 1月25日 | 青い死体             | 青い死体の秘密!!                                         | 佐藤祐市 | 10.7%  |
| 第4話                                                                         | 2月01日 | なかよしくらぶ       | オヤジVS殺害予告                                         | 城宝秀則 | 10.2%  |
| 第5話                                                                         | 2月08日 | メゾン・ド・ギルティ | 30年越しの復讐!                                          | 城宝秀則 | 09.6%  |
| 第6話                                                                         | 2月15日 | 伝説の刑事           | 遺産争いVS迷刑事                                         | 佐藤祐市 | 09.9%  |
| 第7話                                                                         | 2月22日 | アゲハ               | VS昭和の金庫破り                                         | 木下高男 | 08.3%  |
| 第8話                                                                         | 3月01日 | 30ミニッツ           | オレオレ誘拐の罠                                         | 城宝秀則 | 09.1%  |
| 第9話                                                                         | 3月08日 | 無敵の男             | 最終章突入! 父の死の真相を握る 黒幕VSメゾン 決死の闘い!! | 佐藤祐市 | 09.4%  |
| 最終話                                                                        | 3月15日 | 最後の願い           | 決死の作戦! おじさん軍団よ永遠に                         | 佐藤祐市 | 10.2%  |
| 平均視聴率 10.2 %（視聴率はビデオリサーチ調べ、関東地区・世帯・リアルタイム） |         |                      |                                                          |          |        |

- 第1話・最終話は22時 - 23時9分の15分拡大放送。